# Tetrakozán
| Tetrakozán |                                            |
| \| \| \| |                                            |
| Más nevek | n-tetrakozán                               |
| Kémiai azonosítók                                                                                               |                                            |
| CAS-szám | 544-76-3                                   |
| PubChem | 11006                                      |
| ChemSpider | 10540                                      |
| EINECS-szám | 208-878-9                                  |
| MeSH | n-tetracozane                              |
| ChEBI | 45296                                      |
| RTECS szám | ML9200000                                  |
| InChIKey | POOSGDOYLQNASK-UHFFFAOYSA-N                |
| Beilstein | 1758462                                    |
| Gmelin | 103739                                     |
| UNII | F8Z00SHP6Q                                 |
| ChEMBL | 134994                                     |
| Jmol 3D képek                                                                                                   | 1                                          |
| Kémiai és fizikai tulajdonságok                                                                                 |                                            |
| Kémiai képlet                                                                                                   | C24H50;                                    |
| Moláris tömeg                                                                                                   | 226,44                                     |
| Megjelenés | szilárd, kékesszürke, benzinszagú test     |
| Halmazállapot                                                                                                   | szilárd                                    |
| Sűrűség | 3,45 g/cm3                                 |
| Olvadáspont | 118 °C (391 K)                             |
| Forráspont | 1287 °C (1560 K)                           |
| Oldhatóság (vízben)                                                                                             | oldhatatlan (20 °C)                        |
| Törésmutató (nD)                                                                                                | 1,4329 (589 nm, 25 °C)                     |
| Viszkozitás | 7 mm²/s² (40 °C, kinematikai)              |
| Gőznyomás | 0,01 kPA (20 °C)                           |
| kH | 43 nmol/Pa·kg                              |
| Megoszlási hányados                                                                                             | 8,25 (20°C)                                |
| Kristályszerkezet                                                                                               |                                            |
| Molekulaforma                                                                                                   | lineáris                                   |
| Termokémia |                                            |
| Std. képződési entalpia ΔfHo298                                                                                 | −458,3—454,3 kJ/mol                        |
| Égés standard- entalpiája ΔcHo298                                                                               | 586,18 J/mol·K                             |
| Hőkapacitás, C                                                                                                  | 499,72 J/mol·K                             |
| Veszélyek |                                            |
| MSDS | VWR 7668487                                |
| EU osztályozás                                                                                                  | Xn                                         |
| R mondatok | R65, R66                                   |
| S mondatok | S23, S24, S62                              |
| Lobbanáspont | 135 °C (408 K)                             |
| Öngyulladási hőmérséklet                                                                                        | 215 °C (488 K)                             |
| Robbanási határ                                                                                                 | 0,4–6,5%                                   |
| Rokon vegyületek                                                                                                |                                            |
| Rokon vegyületek                                                                                                | izocetán, pentadekán, heptadekán, antracén |
| Ha másként nem jelöljük, az adatok az anyag standardállapotára (100 kPa) és 25 °C-os hőmérsékletre vonatkoznak. |                                            |
| |                                            |

A tetrakozán vagy közismertebb nevén cerán, huszonnégy szénatomos, nyílt láncú, telített, úgynevezett paraffin szénhidrogén, a kőolaj és az abból készült gázolaj termékek egyik komponense. A többi komponenshez képest nagyobb jelentőséggel bír, mert a gázolajok gyulladási hajlamának jellemzésére szolgáló tetrakozánszám meghatározásának egyik referenciamolekulája. 
Összesen 14 490 245 szerkezeti izomerje és 252 260 276 sztereoizomerje van.